# کوبیدن بر در بهشت (فیلم ۱۹۹۷)
کوبیدن بر درِ بهشت (انگلیسی: Knockin' on Heaven's Door) فیلمی زوج هنری در سبک اکشن، جنایی و کمدی است که در سال ۱۹۹۷ منتشر شد. از بازیگران آن می‌توان به تیل شوایگر و راتگر هاور اشاره کرد.

## داستان
فیلم «کوبیدن بر در بهشت» (Knockin’ on Heaven’s Door) داستان دو مرد را روایت می‌کند که در یک اتاق در بیمارستان به سر برده و ناگهان متوجه می‌شوند که هر دو به سرطانی لاعلاج مبتلا بوده و زمان زیادی برای زندگی ندارند. آنها به این نتیجه می‌رسند که ارزش ندارد روزهای آخر عمر خود را در تاریکی و غم موجود در بیمارستان سپری کنند در نتیجه تصمیم می‌گیرند از آنجا فرار کنند. در ادامه با دزدیدن یک ماشین به کنار ساحل می‌روند. در طول مسیر اتفاقاتی برای آنها رخ می‌دهند .....